# Georges Chevrot
Georges Chevrot (París, 8 de enero de  1879-París, 4 de febrero de 1958) fue un sacerdote católico y escritor francés.

## Biografía
Ordenado sacerdote en 1903, fue misionero de la diócesis de París, y posteriormente párroco de la iglesia de san Francisco Javier (París) (1930-1958).  
Recibió los nombramientos de canónigo honorario (1933) y prelado de honor Su Santidad (1939). Fue predicador de Cuaresma en Notre-Lady de París durante tres años consecutivos  (1938-1940).  
Durante la Ocupación de Francia por las Fuerzas del Eje, se alistó como combatiente de la resistencia en el Frente Nacional para la Independencia de Francia.  
Fue elegido miembro de la Academia de Ciencias Morales y Políticas (1947).

## Publicaciones
- El pozo de Sicar, Rialp, Madrid, 1999, 331 pp, ISBN: 8432118338.
- El hijo pródigo, Editorial Palabra, Madrid, 1999, 120 pp. ISBN: 8471187426.

- El Avemaría, Palabra, Madrid, 1996, 102 pp., ISBN: 84-8239-093-7.
- Pero yo os digo... : (Evangelio de San Mateo, capítulo V), Rialp, Madrid, 1981, 264 pp, ISBN: 84-321-2078-2.
- Simón Pedro, Rialp, Madrid, 1977, 312 pp.
- El evangelio al aire libre, Herder, Barcelona, 1961, 202 pp.
- Las pequeñas virtudes del hogar: charlas radiofónicas, Herder, Barcelona, 1960
- El Evangelio en el hogar, Herder, Barcelona, 1959, 214 pp.
- Las Bienaventuranzas, Rialp, Madrid, 1956, 286 pp.
- Nuestra misa, Rialp, Madrid, 1955, 162 pp., 368 pp.